# Fido (película)
Fido es una película cómica canadiense de zombis dirigida por Andrew Currie, estrenada en 2006 y producida por Lions Gate Entertainment, Anagram Pictures, British Columbia Film Commission y Téléfilm Canada. El guion fue escrito por Robert Chomiak, Andrew Currie y Dennis Heaton.

## Reparto
- Billy Connolly como Fido: al principio, Peter Stormare fue elegido para interpretar a Fido pero, tras ser contratado por el equipo responsable de Prison Break, optó por rechazar su participación en Fido sólo una semana antes de que la labor de producción comenzara, tal y como se señala en los comentarios incorporados en la edición DVD.
- Carrie-Anne Moss como Helen Robinson.
- Dylan Baker como Bill Robinson.
- K'Sun Ray como Timmy Robinson.
- Henry Czerny como Jonathan Bottoms.
- Alexia Fast como Cindy Bottoms.
- Tim Blake Nelson como Mr. Theopolis
- Aaron Brown como Roy Fraser.
- Brandon Olds como Stan Fraser.
- Terry Keyes como Herman the Gravedigger.